# Campionato mondiale di hockey su ghiaccio - Terza Divisione 2004
Il Campionato mondiale di hockey su ghiaccio - Terza Divisione 2004 è stato un torneo di hockey su ghiaccio organizzato dall'International Ice Hockey Federation. Il torneo si è disputato fra il 16 e il 21 aprile 2004. Le cinque squadre partecipanti sono state riunite in un unico gruppo. Le partite si sono svolte a Reykjavík, in Islanda. L'Islanda e la Turchia hanno concluso nelle prime due posizioni, garantendosi la partecipazione al Campionato mondiale di hockey su ghiaccio - Seconda Divisione 2005.

## Partecipanti
| Nazionale | Qualificazione                                                            |
| --------- | ------------------------------------------------------------------------- |
| Messico   | Sesto e retrocessa dalla Seconda Divisione - Gruppo A del 2003.           |
| Islanda   | Ospitante, sesta e retrocessa dalla Seconda Divisione - Gruppo B del 2003 |
| Turchia   | Terza nella Terza Divisione del 2003.                                     |
| Irlanda   | Prima partecipazione a un Campionato mondiale.                            |
| Armenia   | Prima partecipazione a un Campionato mondiale.                            |

## Incontri
| Reykjavík 16 aprile 2004, ore 16:00 | Irlanda | 3 – 8 (2-2; 1-4; 0-2) referto | Messico | Laugardalur Arena |

| Reykjavík 16 aprile 2004, ore 20:00 | Turchia | 5 – 7 (2-5; 1-1; 2-1) referto | Islanda | Laugardalur Arena (890 spett.) |

| Reykjavík 17 aprile 2004, ore 20:00 | Armenia | 1 – 15 (1-3; 0-5; 0-7) referto | Irlanda | Laugardalur Arena (378 spett.) |

| Reykjavík 18 aprile 2004, ore 16:30 | Messico | 2 – 3 (0-1; 1-0; 1-2) referto | Turchia | Laugardalur Arena |

| Reykjavík 18 aprile 2004, ore 20:00 | Islanda | 30 – 0 (13-0; 13-0; 4-0) referto | Armenia | Laugardalur Arena (1.462 spett.) |

| Reykjavík 19 aprile 2004, ore 20:00 | Irlanda | 1 – 7 (1-1; 0-6; 0-0) referto | Islanda | Laugardalur Arena (938 spett.) |

| Reykjavík 20 aprile 2004, ore 16:30 | Turchia | 7 – 4 (2-1; 4-0; 1-3) referto | Irlanda | Laugardalur Arena (303 spett.) |

| Reykjavík 20 aprile 2004, ore 20:00 | Messico | 17 – 0 (3-0; 9-0; 5-0) referto | Armenia | Laugardalur Arena (313 spett.) |

| Reykjavík 21 aprile 2004, ore 16:30 | Armenia | 1 – 11 (0-7; 1-3; 0-1) referto | Turchia | Laugardalur Arena (518 spett.) |

| Reykjavík 21 aprile 2004, ore 20:00 | Islanda | 2 – 2 (1-1; 0-0; 1-1) referto | Messico | Laugardalur Arena |

## Classifica
| Pos. |         | PG | V | N | P | GF | GS | DR  | Pt |
| 1.   | Islanda | 4  | 3 | 1 | 0 | 46 | 8  | +38 | 7  |
| 2.   | Turchia | 4  | 3 | 0 | 1 | 26 | 14 | +12 | 6  |
| 3.   | Messico | 4  | 2 | 1 | 2 | 29 | 8  | +21 | 5  |
| 4.   | Irlanda | 4  | 1 | 0 | 3 | 23 | 23 | 0   | 2  |
| 5.   | Armenia | 4  | 0 | 0 | 4 | 2  | 73 | -71 | 0  |

## Classifica marcatori
| Giocatore             | PG | G  | A | Pt | +/- | MP |
| --------------------- | -- | -- | - | -- | --- | -- |
| Jonas Breki Magnusson | 4  | 10 | 2 | 12 | +10 | 31 |
| Juan Pablo Roberts    | 4  | 3  | 8 | 11 | +7  | 4  |
| Ingvar Thor Jonsson   | 4  | 5  | 5 | 10 | +12 | 4  |
| Jon Benedikt Gislason | 4  | 3  | 7 | 10 | +12 | 0  |
| Clark McCormick       | 4  | 1  | 9 | 10 | +12 | 6  |
| Onur Eroglu           | 4  | 6  | 3 | 8  | +5  | 2  |
| Cengiz Ciplak         | 4  | 5  | 3 | 8  | +7  | 8  |
| Lawrence Jurovich     | 4  | 4  | 4 | 8  | +3  | 2  |
| Rúnar Rúnarsson       | 4  | 4  | 4 | 8  | +11 | 0  |
| Dadi Heimisson        | 4  | 2  | 6 | 8  | +6  | 4  |

Fonte: IIHF.com